# Эфеб
Эфе́б (др.-греч. ἔφηβος) — в древнегреческом обществе — юноша, достигший возраста возмужалости — ἥβη, когда он обретал все права гражданина (16 лет, в Афинах — 18), становясь членом эфебии — общности молодых людей-граждан полиса. 
Эфебы посещали школы риторов и философов. С этого времени молодой человек становился военнообязанным и привлекался к военной службе, которую проходил до 20 лет. Становясь эфебом, молодой гражданин подвергался докимасии с целью проверки возможности наделения его всеми гражданскими правами, заносился в списки своего дема.
Через два года (или на второй год) по достижении возмужалости, на 18-м году жизни, молодые люди в Афинах через внесение в Ληξιαρχικόν (общинная книга их дема) объявлялись совершеннолетними и самостоятельными гражданами. Внесённый в списки давал присягу гражданина в храме Аглавры, делался способным носить оружие, получал право являться в суд, жениться и так далее.

«Я не оскверню этого священного оружия и не покину в рядах моего товарища. Я буду защищать не только то, что свято, но и то, что не свято, как один, так и вместе с другими. Я передам потомкам отечество не униженным или уменьшенным, но возросшим и в положении улучшенном сравнительно с тем, в каком я его наследовал. Я буду почитать решения мудрых. Я буду повиноваться законам, которые были или будут народом приняты, и если кто вздумает нарушить их, я не должен того допускать, и стану защищать их, все равно придется ли мне делать это одному или будут со мною другие. Я буду чтить верования».— Клятва эфеба, Уссинг. Воспитание и обучение у греков и римлян. — СПб., 1878 г., стр. 141.
Право участвовать в народном собрании эфеб получал лишь через два года, через внесение в πίναξ ἐκκλησιαστικός, на 20 году жизни, после того, как он прослужил два года в пограничной страже, как περίπολος. С тех пор он мог участвовать и в войнах вне пределов отечества. Кроме этого более узкого и определённого значения слова, существует ещё более широкое, по которому εφηβος мог быть назван всякий молодой человек, вышедший из детского возраста. В искусстве молодые люди этого возраста изображаются с коротко стрижеными волосами в противоположность к мальчикам и мужам, носившим более длинные волосы (κομα̃ν). Это подстрижение волос совершалось до ἐπὶ διετὲς ἡβη̃σαι, вероятно, на 16 году, и, вероятно, от этого акта третий день праздника Апатурий назывался κουρεω̃τις (от κουρα, κείρω).
Для прохождения военного искусства эфебы имели двух преподавателей гимнастики и, сверх того, отдельных преподавателей для усовершенствования в стрельбе из лука, метании дротика, употреблении оружия, управлении катапультой и так далее. Лекции по предметам общего образования (по Плутарху = γράμματα с философией, геометрия, риторика и музыка) читались в Диогеновской гимназии (Διογενετον). По истечении года эфебы получали в народном собрании, устраивавшемся в театре, по щиту и копью, после чего проходили школу полевой и гарнизонной службы, в качестве гарнизонных солдат или блюстителей порядка в общественных местах. В качестве гарнизонных солдат они назывались также периполами, в другом источнике указано что это рядовые патрульные (Περίπολος) в пограничной и полицейской страже, внутри страны.
Наблюдение за нравственным воспитанием эфебов и внешним устройством их жизни имел космет, под начальством которого состояло 10 софронистов, по одному от филы. Выбор косметов и софронистов производился в народном собрании из числа лиц свыше 40-летнего возраста, избранных предварительно по филам. Каждый эфеб получал от государства по 4 обола в день, которые отдавались в распоряжение софронистов и расходовались на стол; столовались же эфебы по филам.
Жили эфебы — за исключением тех, которые несли службу в городе — в соседних домах и крепостях, но в промежутках между служебными занятиями они могли бывать где угодно и проводили время по своему усмотрению. Внутри эфебии существовали отдельные группы и корпорации эфебов; кроме того, эфебы соединялись в парные союзы, причем каждый эфеб имел своего «друга» или «брата». Вообще ассоциация эфебов напоминает собой до известной степени общества североамериканских или английских студентов. Как цвет гражданского населения, эфебы обязательно участвовали в религиозных процессиях и празднествах, позднее — при встрече римских послов; они присутствовали в полном вооружении в народных собраниях, в качестве наблюдателей за порядком. Одежду эфебов составляли шляпа с полями и хламида. Вне службы эфебы вели шумную, полную удовольствий жизнь; одни проводили время за игрой в кости или у флейтисток, другие посещали гимназии, служившие с IV века местами собрания блестящего афинского общества. Вообще из эфебов состояла так называемая «золотая молодёжь» афинских щёголей.
От слова эфеб происходит термин эфебофилия, обозначающий половое влечение к молодым людям 15—25 лет.
Обычаи, связанные с эфебами, сохранялись и в период римского господства, например, на острове Капри, издавна колонизированном греками (Светоний сообщает об этом в жизнеописании императора Тиберия).